# Ladrillo avitolado

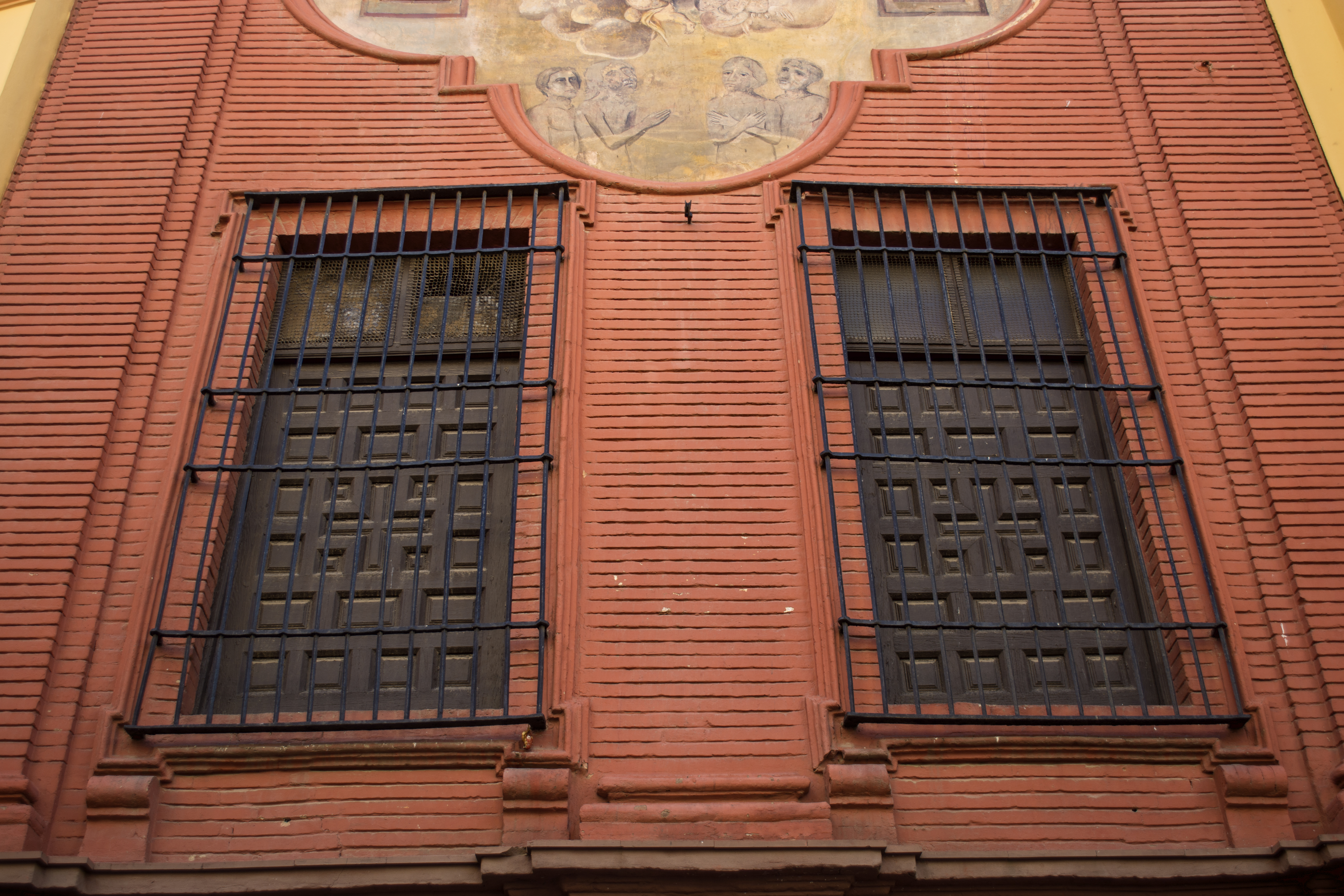
Ladrillo avitolado en el paramento exterior de la Capilla Sacramental de la iglesia de San Isidoro de Sevilla.

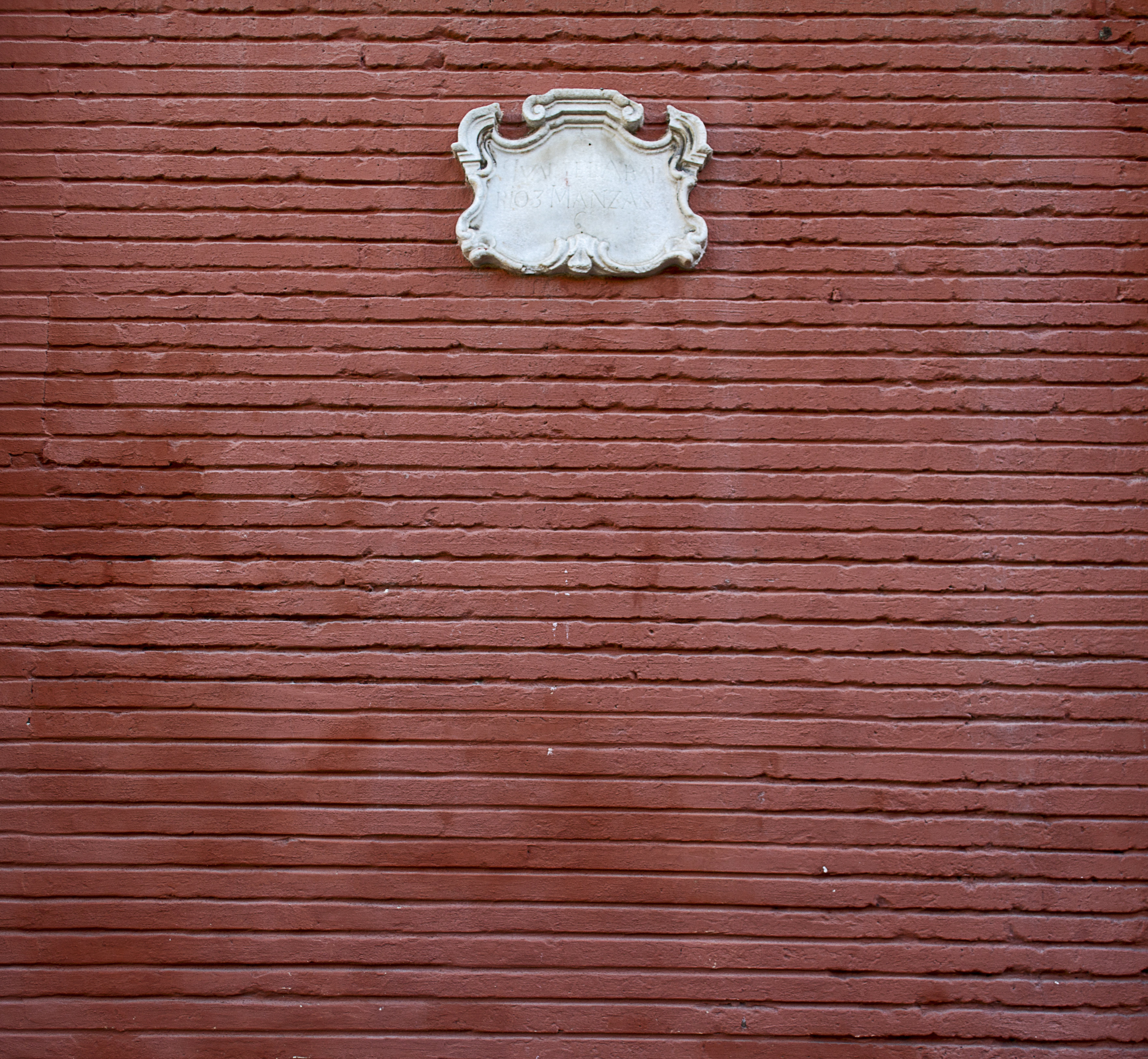
Detalle de la fachada de la iglesia del Salvador en Sevilla, con ladrillos avitolados.

En construcción, se conoce como ladrillo avitolado al aparejo o modalidad en la colocación del ladrillo que casi elimina las juntas verticales entre ellos, mientras que marca la separación de las hiladas, apareciendo entre ellas una superficie ligeramente hundida. El término, por tanto, no hace referencia a una forma determinada del ladrillo mismo, sino a su modo de colocación. En cada hilada horizontal los ladrillos van muy unidos entre sí, mientras que su separación con respecto a las otras hiladas se intensifica intencionadamente. El aspecto final del paramento es que aparece dividido por una gran cantidad de finas líneas horizontales que cubren toda su superficie.
El ladrillo avitolado fue una creación del barroco sevillano, su implantación fue llevada a cabo por el más importante arquitecto del siglo XVIII en dicha ciudad, Leonardo de Figueroa, quien lo aplicó en muchas de sus obras. Debido a las innegables cualidades plásticas y estéticas que aporta, esta modalidad se extendió posteriormente por distintas localidades de la provincia de Sevilla por muchos de sus múltiples seguidores. Pueden verse numerosos ejemplos de fachadas realizadas con ladrillos avitolados en diferentes edificios residenciales y religiosos de la época.

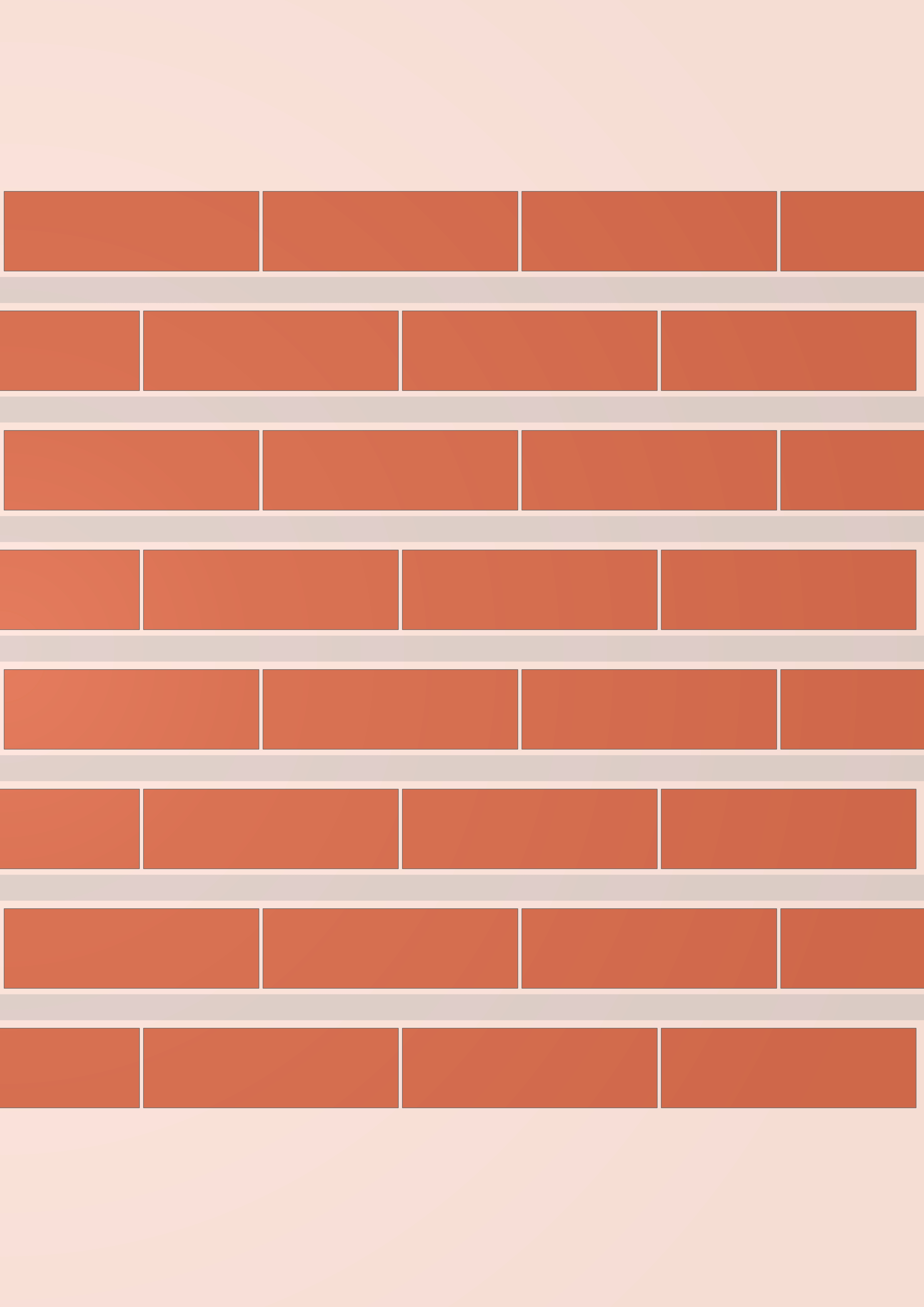
Ladrillo avitolado